# Taihei-ji
Taihei-ji (太平寺) és un temple budista a la prefectura d'Osaka, Japó. Va ser fundat al voltant de 1555 i està afiliat al budisme Sōtō.

## Ritual funerari d'objectes
El temple és conegut per la cerimònia funerària que organitza al febrer per a tres tipus d'objectes usats: agulles (no mèdiques), pinzells i batedores de te. Després d'una petita cerimònia al temple amb la recitació d'un sutra, els objectes combustibles són cremats, les agulles s'enfonsen en un bloc de tofu o gelatina de midó. Després, els participants a la cerimònia preguen per l'èxit en el seu ofici i la millora de les seves tècniques.